# Ludvig Björck
Gustaf Ludvig Björck, född 30 juli 1841 i Göteborg, död 16 maj 1911 i Vinbergs församling, Hallands län, var en svensk präst. Han var farfars far till Gustaf Björck.

## Biografi
Björck blev student vid Uppsala universitet 1860 och filosofie kandidat där 1863. Han studerade vid Erlangens och Tübingens universitet 1864–1866 och 1871. Björck promoverades till filosofie doktor i Uppsala 1866 på en avhandling om Agurs och Lemuels ordspråk i Ordspråksboken. Han blev teologie kandidat 1871, prästvigdes samma år, var vice pastor i Göteborgs domkyrkoförsamling 1875–1879 och kyrkoherde i Vinbergs församling från 1877 samt blev prost 1887. Han utgav tal och betraktelser samt recensioner och tillfällighetsdikter. 
Ludvig Björcks föräldrar var biskopen Gustaf Daniel Björck (1806–1888) och Sofia Elisabet Pripp (1799–1880). Han gifte sig med Maria von Vicken (1854–1931). Tillsammans fick de fyra söner och fyra döttrar, bland andra barnen: Ernst Björck (1875–1921), kyrkoherde i Gräsgårds församling, Amalia Björck (1880–1969), författarinna, lärarinna, Carl Björck (1888–1960), kyrkoherde i Smögens församling.